# Andrea Andreen

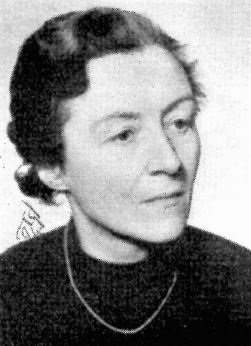
Andrea Andréen

Ellenor Andrea Andreen (Örby, Västra Götaland, 11 de julio de 1888-20 de abril de 1972) fue una médica, pacifista y feminista sueca. Como médica, se especializó en el tratamiento de la diabetes, combinando restricciones dietéticas con insulina. Figura destacada del movimiento femenino sueco, en 1945 se convirtió en miembro del consejo de la Federación Democrática Internacional de Mujeres de la que llegó a ser vicepresidenta. Presidió la Svenska Kvinnors Vänsterförbund (Asociación Sueca de Mujeres de Izquierda) de 1946 a 1964. Gran defensora del desarme nuclear, en 1953 recibió el Premio Stalin de la Paz.

## Biografía
Nació el 11 de julio de 1888 en Örby, condado de Västra Götaland, Era hija del director de la fábrica textil Johan Walfrid Andreen y Eleonore Andreen. Asistió al instituto femenino de Göteborg y se matriculó en el  Hvitfeldtska gymnasiet en 1905. En 1909 se casó con el químico y premio Nobel Theodor Svedberg, con quien tuvo dos hijos, entre ellos Hillevi Svedberg, antes de que la pareja se divorciara en 1914. De 1937 a 1942 estuvo casada con el político Nils Wohlin.

## Carrera médica
En 1909 inició los estudios preliminares de medicina en la Universidad de Uppsala, pero los interrumpió hasta 1917 y se licenció en medicina en el Instituto Karolinska de Estocolmo en 1919. Se doctoró en medicina en 1933. Tras trabajar como médica de hospital, en 1923 creó un laboratorio clínico para realizar pruebas de diabetes. También tuvo una consulta privada, en la que atendía principalmente a pacientes con diabetes.
Tras la introducción de la insulina en 1921, pasó seis años en la Escuela de Medicina de Harvard en Boston, donde trabajó con Otto Folin en su laboratorio. Junto con Elliott P. Joslin aprendió a combinar el tratamiento con insulina con una dieta bien equilibrada. Al regresar a Suecia, puso en práctica este enfoque con sus pacientes diabéticos.

## Paz y derechos de las mujeres
Andreen fue elegida miembro de la junta directiva de la asociación de mujeres Nya Idun en 1919 y más tarde fue vicepresidenta y presidenta. En la década de 1930, fue miembro de Frisinnade Kvinnor (Mujeres Liberadas), donde colaboró en la revista de la asociación Tidevärvet y promovió la higiene sexual. Más tarde, la organización se conoció como Svenska Kvinnors Vänsterförbund (Asociación Sueca de Mujeres de Izquierda). Luchó por la representación igualitaria de mujeres y hombres en las elecciones locales y nacionales. Presidió la organización de 1946 a 1964. Fue una de las pioneras suecas que impulsó la introducción del deporte para las mujeres, demostrando que el ejercicio físico no era más perjudicial para las mujeres que para los hombres.
En 1945, se convirtió en miembro del consejo de la Federación Democrática Internacional de Mujeres al crearse esta en París. Fue una pacifista radical y se opuso al armamento nuclear para Suecia. En la década de 1950, participó en un comité internacional que investigaba el uso estadounidense de la guerra biológica en China y Corea. En 1953, recibió el Premio Lenin de la Paz.
De 1967 a 1971, dirigió la revista Vi Kvinnor (Nosotras, mujeres). Miembro activo de la Asociación Sueco-Coreana, fue elegida Presidenta Honorífica en 1970.
Murió de cáncer el 20 de abril de 1972.